# Rifugio Balma
Il rifugio Balma (chiamato anche rifugio della Balma o rifugio Alpe della Balma) è un rifugio situato nel comune di Coazze (TO), in Val Sangone, nel gruppo dell'Orsiera-Rocciavrè delle Alpi Cozie, a 1986 m s.l.m.

## Storia
Il rifugio sorge sui ruderi dell'Alpeggio della Balma, una costruzione pastorale preesistente. Tra il 1977 ed il 1985, i volontari della sezione di Coazze del CAI provvidero a restaurare la costruzione, che era pericolante; il nuovo rifugio fu inaugurato nel 1985, in occasione del ventennale della sezione.

## Caratteristiche e informazioni
Il rifugio si trova nel vallone della Balma, che è uno dei valloni terminali della val Sangone.
È una costruzione in pietra ad un piano, dotata di impianto elettrico autonomo azionato da una piccola centrale idroelettrica autonoma, attiva tutto l'anno. Il locale invernale è dotato di 6 posti letto.
È aperto in modo continuativo nel mese di agosto, e nei week end da giugno a settembre.
Il rifugio ha fatto parte di un esperimento sulle reti wireless in alta montagna in collaborazione, fra gli altri, con il Politecnico di Torino. Il collegamento, ancora attivo nel giugno 2019, diffonde le immagini di due webcam, visibili sul sito ufficiale del rifugio.

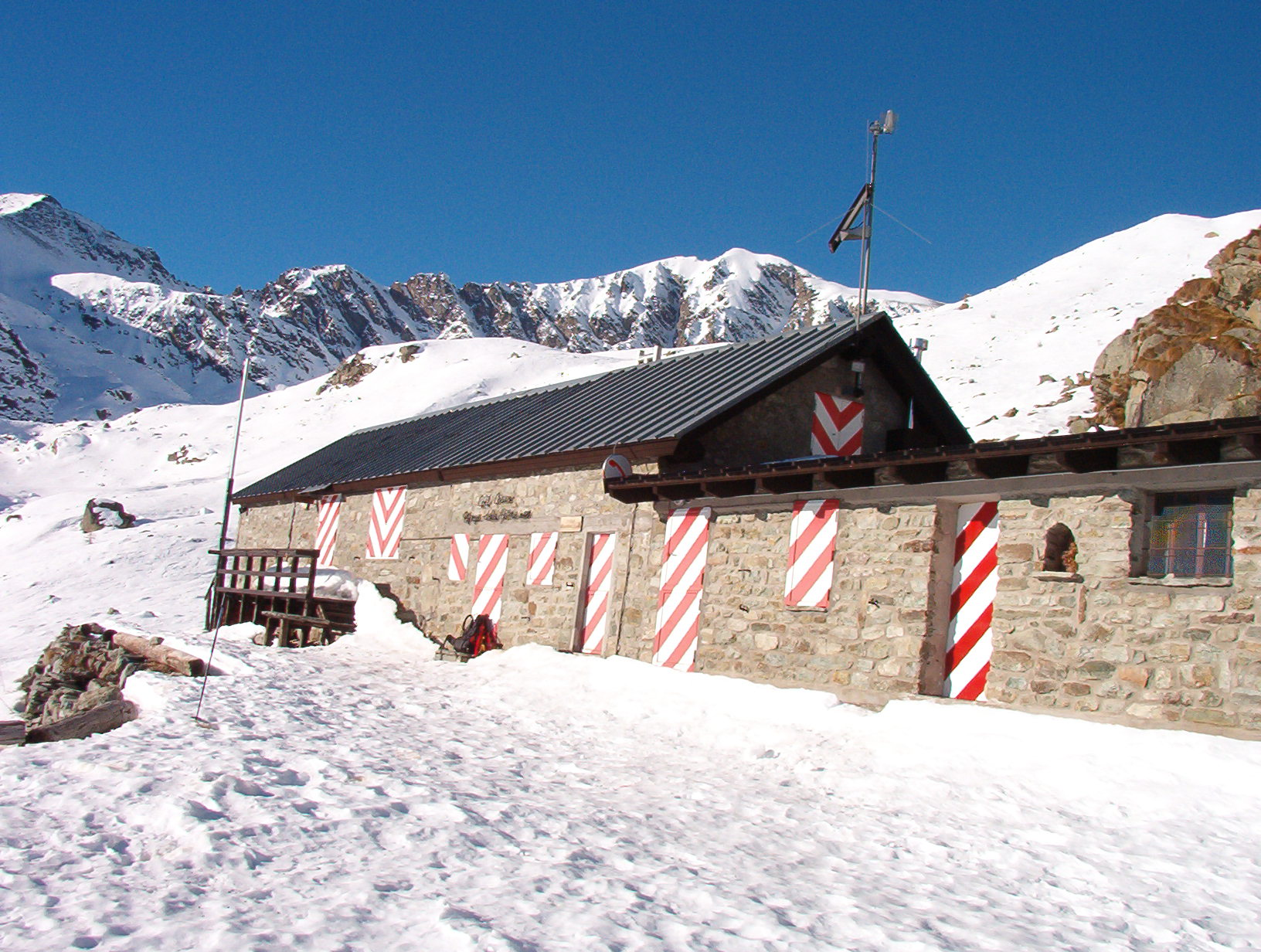
Il rifugio in livrea invernale

## Accessi
Il rifugio è normalmente raggiungibile dalla frazione Molè in comune di Coazze. Si segue la strada che porta agli impianti sciistici, fino ad incontrare una sbarra che impedisce l'accesso nel periodo di chiusura degli impianti. Qui si lasciano i mezzi, e si prosegue a piedi risalendo il vallone della Balma, giungendo in circa 2.30 h al rifugio.
Il rifugio è accessibile anche d'inverno, con gli sci o con le ciaspole.

## Ascensioni
- monte Robinet (2676 m)
- monte Rocciavrè (2778 m)
- punta Loson (2643 m)
- Punta del Lago (2527 m)

## Traversate
Il rifugio si trova all'interno del Parco naturale Orsiera - Rocciavrè; è possibile eseguire il giro del Parco, appoggiandosi ai diversi rifugi presenti al suo interno. In particolare, dal rifugio Balma si può traversare al rifugio Toesca.
Si trova inoltre sul percorso del giro dell'Orsiera, itinerario escursionistico che percorre il periplo del monte Orsiera in 5 giorni, appoggiandosi ai rifugi del Parco: rifugio Balma, rifugio Selleries, rifugio Toesca, rifugio Amprimo, rifugio Valgravio.

## Sci
L'ascensione a molte delle vette è possibile anche in inverno con gli sci.
Parimenti, anche il giro dell'Orsiera è effettuabile d'inverno con sci o ciaspole.

## Altre attività
Sulle pareti dietro al rifugio sono state attrezzate alcune vie di arrampicata.